# Bolseiro de investigação
Bolseiro de investigação ou bolsista de investigação exerce atividades de pesquisa numa universidade ou instituto de pesquisa no âmbito da sua área de conhecimento. A grande maioria recebe uma bolsa correspondente ao número de anos da investigação que desenvolve. Podem trabalhar independentemente ou sob supervisão.